# 1788

## Събития
- във Варшава се свиква Четиригодишния Сейм, наречен още сейм на Жечпосполита, завършили с Майската конституция от 1791 г.

## Родени
- 22 януари – Джордж Байрон, британски поет
- 5 февруари – Робърт Пийл, британски политик
- 12 февруари – Карл фон Райхенбах, германски химик
- 22 февруари – Артур Шопенхауер, немски философ
- 10 март – Йозеф фон Айхендорф, немски поет и драматург
- 10 май – Екатерина Павловна, кралица на Вюртемберг
- 18 юни – Карл Сигизмунд Кунт, германски ботаник
- 2 август – Леополд Гмелин, немски химик
- 10 септември – Вилхелмина от Баден, Велика херцогиня на Хесен
- 25 септември – Бьортън Гунльойсон, исландски математик и картограф
- 14 ноември – Михаил Лазарев, руски морски капитан

## Починали
- ? – Жан-Франсоа Лаперуз, френски изследовател
- Морис Саклинг, британски офицер
- 16 април – Жорж Бюфон, френски учен
- 14 декември – Карл Филип Емануел Бах, германски композитор